# بخش مرکزی شهرستان صالح‌آباد
بخش مرکزی شهرستان صالح‌آباد یکی از بخش‌های تابع شهرستان صالح‌آباد در استان خراسان رضوی در شرق ایران است. مرکز این بخش شهر صالح‌آباد است.

## تقسیمات کشوری
- بخش صالح‌آباد
  - دهستان باغ کشمیر
  - دهستان صالح‌آباد
  - دهستان قلعه حمام

شهرها: صالح‌آباد ، آزادده 

## جمعیت
بنابر سرشماری مرکز آمار ایران، جمعیت بخش مرکزی شهرستان صالح‌آباد در سال ۱۳۸۵ برابر با ۴۴۰۷۱ نفر بوده است.